# Razliccie
Razliccie (biał. Разліцце; ros. Разлитье, Razlitje) – wieś na Białorusi, w obwodzie mińskim, w rejonie borysowskim, w sielsowiecie Msciż. W 2009 roku liczyła 2 mieszkańców.